# Стружа (Свентокшиське воєводство)
Стружа (пол. Stróża) — село в Польщі, у гміні Ожарув Опатовського повіту Свентокшиського воєводства.
Населення — 113 осіб (2011).
У 1975-1998 роках село належало до Тарнобжезького воєводства.

## Демографія
Демографічна структура на день 31 березня 2011 року:
|          | Загалом | Допрацездатний вік | Працездатний вік | Постпрацездатний вік |
| -------- | ------- | ------------------ | ---------------- | -------------------- |
| Чоловіки | 60      | 16                 | 40               | 4                    |
| Жінки    | 53      | 12                 | 28               | 13                   |
| Разом    | 113     | 28                 | 68               | 17                   |